# Lista över solsystemets största nedslagskratrar
| Himlakropp | Nedslagskrater    | Diameter   | Himlakroppsdiameter | Bråkdel | Bild | Anteckningar                           |
| ---------- | ----------------- | ---------- | ------------------- | ------- | ---- | -------------------------------------- |
| Merkurius  | Caloris-bassängen | 1350 km    | 4879 km             | 32%     |      |                                        |
| Jorden     | Vredefortkratern  | 200-300 km | 12 740 km           | 2%      |      |                                        |
| Månen      | Mare imbrium      | 1145 km    | 3470 km             | 33%     |      |                                        |
| Mars       | Hellas Planitia   | 2300 km    | 6780 km             | 34%     |      | Största synliga kratern i solsystemet  |
| Vesta      | Rheasilvia        | 505 km     | 529 km              | 90 %    |      | Se lista över solsystemets högsta berg |
| Callisto   | Valhalla          | 360 km     | 4820 km             | 7,5%    |      |                                        |

## Källa
”Craters” (på engelska). IAU. http://planetarynames.wr.usgs.gov/SearchResults?&featureType=Crater,%20craters.